# Halunkenbande
Halunkenbande ist ein deutsches Independent-Label, das 2011 von Baba Saad gegründet wurde.

## Werdegang
Nach Saads überraschendem Weggang von Bushidos Label ersguterjunge, den dieser auf einem Konzert im Vorprogramm von Haftbefehl verkündete, gründete Saad das Label Halunkenbande. Erste Veröffentlichung war sein Album Halunke, das auf Platz 16 der deutschen Albencharts einstieg. Ein Jahr später folgte Abgelehnt, ein Album, das eigentlich für ersguterjunge eingeplant war.
2012 nahm Saad die Rapper Dú Maroc und SadiQ unter Vertrag, deren gemeinsames Album Narkotic Platz 53 der Charts erreichte. Nächste Veröffentlichung sollte ein Kollaboalbum von Saad und SadiQ werden, das den Namen Cannabis Coka Nouga haben sollte. Doch im September gab Saad bekannt, sich von seinen Künstlern trennen zu müssen. Zum einen gab es künstlerische Differenzen, zum anderen habe er einen persönlichen Schicksalsschlag erlitten und könne sich derzeit nicht auf sein Label konzentrieren. Das bereits fertig aufgenommene Album werde deshalb auch nicht erscheinen. Baba Saad zog sich eine Zeit lang in den Libanon zurück. 2013 setzte er sowohl seine Karriere als auch seine Labeltätigkeit fort.
Im April 2013 erschien Saads Album S Doppel A D. Im Mai 2013 gab Saad bekannt, dass er den saarländischen Rapper EstA unter Vertrag genommen habe. Diesen habe er durch das Videobattleturnier (VBT) entdeckt. Am 28. Juni 2013 erschien das Album EstAtainment, das Platz 11 der deutschen Charts erreichte. Am 28. August 2013 gab Saad bekannt, dass auch der Rapper Punch Arogunz bei Halunkenbande unterschrieben habe. Genau wie EstA hat auch dieser durch das VBT einen gewissen Bekanntheitsgrad erreicht. Am 11. Oktober 2013 erschien der Labelsampler Beuteschema, auf dem vorrangig die Künstler Baba Saad, EstA und Punch Arogunz vertreten sind. Gastbeiträge kommen von EstAs Freund McTwist sowie Tumor der Atze und Charles Clear, die beide zu Punch Arogunz’ „111-Übersound Crew“ gehören.
Am 31. Januar 2014 erschien Punch Arogunz’ Debütalbum Carnivora. Es folgten das Debütalbum von 4tune, ebenfalls VBT-Rapper, und das als letztes Soloalbum von Baba Saad angekündigte Album Das Leben ist Saadcore. Anschließend erschien dennoch das Album Yayo Tape, das er als Mixtape vermarktete und auf dem alle Künstler des Labels vertreten waren.
Am 12. April 2015 gaben die Halunkenbande und EstA bekannt, dass EstA seinen Vertrag nicht verlängert. Die Trennung verlief einvernehmlich und wurde mit musikalischen Differenzen begründet. Am 18. Dezember 2015 erschien Baba Saads Album Saadcore Reloaded. Am 19. August 2016 erschien das Kollabo-Album der beiden Künstler Punch Arogunz und Baba Saad namens Bang Bang. Am 17. Februar 2017 erschien das Sextape Vol. 1 des Künstlers Twizzy. Dieses stellt seine erste Veröffentlichung in diesem Label dar.
Alle Künstler, von denen die meisten schwere Vorwürfe gegen Saad erhoben hatten, verließen die Halunkenbande. Baba Saad beendete seine Rapkarriere im Januar 2019. Mehrere der damaligen Halunkenbande-Künstler sind heute bei Punch Arogunz’ Independent-Label Attitude Movement unter Vertrag.

## Künstler
Derzeitige Künstler
- Baba Saad[28]

Ehemalige Künstler
- SadiQ[29]
- Dú Maroc[29]
- Cashmo[20]
- Gecko[24]
- EstA[15]
- Punch Arogunz[22]
- Cashisclay[27]
- Twizzy[19]
- Zako[19]
- 2Bough (Produzent)[21]

## Diskografie
| Jahr | Titel Interpretation                                                 | Höchstplatzierung, Gesamtwochen, AuszeichnungChartplatzierungen (Jahr, Titel, Interpretation, Platzierungen, Wochen, Auszeichnungen, Anmerkungen) | Höchstplatzierung, Gesamtwochen, AuszeichnungChartplatzierungen (Jahr, Titel, Interpretation, Platzierungen, Wochen, Auszeichnungen, Anmerkungen) | Höchstplatzierung, Gesamtwochen, AuszeichnungChartplatzierungen (Jahr, Titel, Interpretation, Platzierungen, Wochen, Auszeichnungen, Anmerkungen) | Anmerkungen                             |
| Jahr | Titel Interpretation                                                 | DE | AT | CH | Anmerkungen                             |
| ---- | -------------------------------------------------------------------- | --- | --- | --- | --------------------------------------- |
| 2011 | Halunke Baba Saad                                                    | DE16 (1 Wo.)DE | AT54 (1 Wo.)AT | CH50 (1 Wo.)CH |                                         |
| 2012 | Abgelehnt Baba Saad                                                  | — | — | — |                                         |
| 2012 | Narkotic SadiQ und Dú Maroc                                          | DE53 (1 Wo.)DE | — | CH92 (1 Wo.)CH |                                         |
| 2013 | S Doppel A D Baba Saad                                               | DE63 (1 Wo.)DE | AT62 (1 Wo.)AT | — |                                         |
| 2013 | EstAtainment EstA                                                    | DE11 (1 Wo.)DE | AT40 (1 Wo.)AT | — |                                         |
| 2013 | Beuteschema Baba Saad, EstA und Punch Arogunz                        | DE7 (1 Wo.)DE | — | — | Kompilation                             |
| 2014 | Carnivora Punch Arogunz                                              | DE15 (1 Wo.)DE | AT44 (1 Wo.)AT | — |                                         |
| 2014 | Black EP Punch Arogunz                                               | — | — | — | Carnivora Zusatz                        |
| 2014 | Einer muss es ja tune 4tune                                          | DE28 (1 Wo.)DE | AT61 (1 Wo.)AT | — |                                         |
| 2014 | Das Leben ist Saadcore Baba Saad                                     | DE10 (1 Wo.)DE | AT20 (1 Wo.)AT | CH42 (1 Wo.)CH |                                         |
| 2014 | Yayo Tape Baba Saad                                                  | — | — | — | Mixtape                                 |
| 2015 | Beuteschema 2 Baba Saad, EstA, Punch Arogunz, McTwist und Cashisclay | — | — | — | Kompilation                             |
| 2015 | Frontal Punch Arogunz                                                | DE18 (1 Wo.)DE | AT63 (1 Wo.)AT | — |                                         |
| 2015 | Zu faul für ein Album Cashisclay, Diverse                            | — | — | — | Mixtape                                 |
| 2015 | Saadcore Reloaded Baba Saad                                          | — | — | — |                                         |
| 2015 | Blinde Wut Punch Arogunz                                             | — | — | — | Mixtape                                 |
| 2016 | Bang Bang Baba Saad & Punch Arogunz                                  | DE6 (1 Wo.)DE | AT16 (1 Wo.)AT | CH40 (1 Wo.)CH | Kollaboalbum                            |
| 2017 | Sex Tape Vol.1 Twizzy                                                | — | — | — |                                         |
| 2017 | Yayo Tape II Baba Saad                                               | — | — | — | Erstveröffentlichung: 15. Dezember 2017 |